# Kwamina Egyir Asaam
 (avril 2024).
Kwamina Egyir Asaam est un homme politique ghanéen de la première république.

## Biographie

### Carrière
Il est député de la circonscription d'Aowin de 1965 à 1966,. Avant d'entrer au parlement, il est secrétaire régional occidental à l'éducation pour le Parti populaire de la Convention.